# Hamhung
Město Hamhung (korejsky 함흥시 – Hamhŭng si) je přístavní město v Severní Koreji, s přibližně 770 tisíci obyvatel (rok 2008) druhé největší město státu po Pchjongjangu, hlavním městě státu.
Hamhung leží na východním okraji státu v provincii Jižní Hamgjong, jejímž je správním střediskem, a ze správního hlediska sahá od roku 2005, kdy k němu bylo přičleněno město Hungnam, až k Japonskému moři. Jeho městské jádro ovšem leží zhruba třináct kilometrů severozápadně od Hungmanu proti proudu řeky Songčchon. Během korejské války bylo silně poškozeno přes 90 % tehdejší zástavby.
Hamhung je sídlem hamhungské diecéze římskokatolické církve, ovšem vzhledem k politickým poměrům je zdejší biskupství od roku 1950 neobsazené.
Nachází se zde Zoo Hamhung o které se ale ví jen to, že se tam chovají medvědi.
Nedaleko města je Hamhungské letiště, kde může přistávat jen místní aerolinka Air Koryo.